# Arnošt Rosin
Arnošt Rosin (Szinna (Osztrák-Magyar Birodalom), 1913. március 20. – Düsseldorf (Németország), 1999) az auschwitzi koncentrációs táborban volt zsidóként fogoly. Egy másik fogollyal együtt azon kevesek között volt, akiknek sikerült megszökniük onnan. Tőlük származik az auschwitzi jegyzőkönyvek vagy jelentések egyike, amelyek feltárták a világ előtt a nácik által ott elkövetett atrocitásokat, különösen a zsidók gyilkolásának népirtás jellegét.

## Élete

### Deportálása előtt
Arnošt Rosin sokgyermekes családban született, öt testvére volt. Szinnán járt elemi iskolába, azután ún. kereskedelmi középiskolába előbb Homonnán, majd Kassán. 1933-ban gyakornok lett a Tatra vállalatnál, majd ugyanaz a vállalat foglalkoztatta mezőgazdasági gépek, traktorok, egyéb gépek eladójaként. Mivel az országban az antiszemitizmus egyre inkább nyilvánult meg, ki akart vándorolni Palesztinába (a jövőbeli Izraelbe), de besorozták katonai szolgálatra. Ez után újra a Tatránál dolgozott a második világháború kitöréséig 1939-ben. Szlovákia akkor független állam volt, a náci Németország csatlósa, és antiszemita törvényei voltak, ezért Rosin még inkább vágyott kivándorolni. Olyan zsidók közösségébe lépett be, amelyben felkészítés folyt a kivándorláshoz, de nem sikerült elmennie.

### Auschwitzban
A zsidók deportálása Szlovákiából 1942 tavaszán kezdődött el. Március vége felé Rosin elutazott szüleihez Szinnába. Hamarosan két csendőr, akiket egyébként személyesen ismert, utána jöttek. Rosin a zsolnai gyűjtőtáborba került, majd áprilisban az Auschwitz I koncentrációs táborba. A 29858-as számot tetoválták az alkarjára. Néhány nap mulva a közeli Auschwitz II–Birkenau táborba vitték, és egy Sonderkommandóba került. Ezt akkor az elgázosított foglyok elföldelésére használták.
Számára az első szerencsés esemény akkor volt, amikor egy Sonderkommandós egy darab kenyeret adott nekik, amit egy megölésre kerülő deportálttól vett el, és Rosin arany nyakláncot talált benne. Odaadta barakkja fogoly írnokának, aki összeköttetéseit felhasználva elintézte neki, hogy más barakkba kerüljön. Ez megmentette az életét, mivel annak a Sonderkommandónak az összes tagját később megölték szökési kísérlet miatt.
Hat héttel a táborba kerülése után Rosin flekktífuszban betegedett meg, de túlélte. Amikor jobban érezte magát, segített a többi betegnek, köztük egy Lagerältestének, fogoly táborfőnöknek, aki német köztörvényes elítélt volt. Azután kavicsbányában dolgoztatták. 1943 tavaszán a Lagerälteste megkereste és elintézte neki, hogy egy barakk írnoka legyen. Ez kiváltságos funkció volt, amely révén megszabadult a fizikai munkától és lehetősége volt több élelemhez jutnia, mint a többi fogolynak.
1944 elején Rosin a foglyok által „Kanadá”-nak nevezett részlegbe került, ahol az érkező deportáltak poggyászában található dolgokat szortírozták. Azoknak, akik ott dolgoztak sikerült olykor szerezniük élelmet, ruhatárgyakat, cigarettát, de még ékszereket és valutát is maguknak, de arra is, hogy segítsenek társaiknak és megvesztegessenek funkciós foglyokat. Egyes SS-ek szemet hunytak efelett és szabályzatukat megszegve ők is elvettek az ott dolgozó foglyok által talált értéktárgyakból.
Később Rosin Blockälteste, fogoly barakkfőnök lett, akihez írnokként egy honfitársa, Alfréd Wetzler került. Ez 1944. április 7-én megszökött egy másik honfitársával, Walter Rosenberggel, aki szökésük után a Rudolf Vrba nevet vette fel. Rosint brutálisan kihallgatta a Gestapo a szökésükről, de eredmény nélkül, bár ő tudott homályosan valamit róla és segített is benne némileg. Elvették tőle az írnoki funkciót és kavicsbányába tették át dolgozni.
Czesław Mordowicz, egy Lengyelországi zsidó is odakerült, aki szintén egy barakk írnoka volt, és őtőle is elvették funkcióját. Csoportjának egy lengyel nem zsidó fogoly volt a kápója. Mordowicz megmondta neki, hogy meg akar szökni, és az segített neki a csoporttal együtt előkészíteni a szökését, beleértve abban, hogy ásson ki egy rejtekhelyet a kavicsbányában. Mordowicznak partnerre is szüksége volt a szökéshez. Volt is egy ismerőse, aki vele akart tartani, de azt váratlanul Sonderkommandóba tették, és már nem szökhetett meg. Már csak kevés idő, egy hét volt a szökésre elhatározott napig, és Mordowicz Rosint találta meg partnernek, akit alig ismert.

### A szökés
1944. május 27-én Mordowicz és Rosin behúzódtak rejtekhelyükre, amelyet társaik elálcáztak. Miután az SS-ek rájöttek, hogy hiányoznak, keresték őket az éjszaka beálltáig, de nem találtak rájuk. A szökevényeknek három napig kellett volna rejtekhelyükön maradniuk, de az a vékony cső, amelyen keresztül levegőhöz kellett volna jutniuk, be volt dugulva, és már fulladoztak. Ki kellett ásni magukat már másnap este, és sikerült kicsúszniuk két őrtorony között.
Gyalog haladtak a nyílt helyeket és a helységeket elkerülve, lehetőleg erdőkön keresztül. Élelmet kaptak elszigetelt házak lakóitól. Az út egy részét egy vonat tetején tették meg, majd gyalog a hegyeken keresztül Szlovákiába jutottak június 6-án.

### A szökés után
Már nem voltak elővigyázatosak, és még aznap igazoltatták őket szlovák csendőrök. Nem volt semmiféle igazolványuk, ezért elvitték őket Szepesófaluba. Az ottani törvényszéken Rosin véletlenül találkozott egy hivatalnok ismerősével. Szlovákiában akkor ideiglenesen szüneteltek a deportálások, és a városban volt még egy kis zsidó hitközség. A hivatalnok értesítette ezt a két letartóztatott jelenlétéről, és a hitközség egyik képviselője adott nekik egy-egy dollárt, hogy mondhassák azt, hogy ők csempészek. A csendőrök elvitték őket Liptószentmiklósra, ahol pénzbüntetést kaptak, amit kifizetett a helyi zsidó hitközség.
Pozsonyból odajött az akkori törvények értelmében létrehozott Szlovákiai Zsidó Tanács egyik képviselője, aki egy rabbival együtt meghallgatta őket külön-külön, majd írásban rögzítette, amit elmondtak. Azután Pozsonyba mentek, ahol találkoztat az előttük megszökött Vrbábal és Wetzlerrel.
Rosin Pozsonyban lakott hamis papírokkal Vrbával megosztva szobáját 1944 augusztusáig, amikor az utóbbi elment részt venni a szlovák nemzeti felkelésben. Addig is és azután is segített neki elkerülni az elfogást egy szlovák csendőr, aki iskolatársa volt.

### A háború után
Miután a németeket kiszorította Szlovákiából a Vörös Hadsereg, Rosin elment Szinnára, ahol megtudta, hogy családjából csak két bátyja maradt, akik még a háború előtt kivándoroltak. A többieket mind eldeportálták és elpusztultak: szülei, a harmadik bátyja, ennek felesége, két gyermekük, a két nővére és ezek egyikének gyermeke.
Egy ideig Pozsonyban dolgozott egy vaskereskedés vezetőjeként. 1946-ban feleségül vett egy cseh nőt, és Prágában telepedtek le. 1947-ben vallomást tett egyes auschwitzi háborús bűnösök Krakkói perében. 1949-ben kivándoroltak Izraelbe, de rövid idő után visszatértek Pozsonyba. 1960 és 1966 között Rosin a televíziónál dolgozott, majd 1968-ban kivándorolt Németországba és Düsseldorfban élt. 1999-ben halt meg.

## A Mordowicz–Rosin-jelentés
Mordowicz és Rosin jelentése 1944 júniusában a Vatikánba került. Július 10-én az, aki lejegyezte a beszámolóikat, német nyelvű változatot szerkesztett belőlük, és ez eljutott Svájcba és Törökországba. Mégis ez a jelentés nem került nyilvánosságra akkor, ellentétben Vrba és Wetzler jelentésével, amelyet már májusban kezdtek terjeszteni, és a nyár folyamán számos újságcikkben jelentek meg belőle információk.
A Mordowicz–Rosin-jelentést csak 1944 novemberében ismerte meg nagyobb közönség, mint a Vrba–Wetzler-jelentés részét, és egy harmadik jelentéssel együtt. Ezt tulajdonképpen elsőként írta meg Jerzy Tabeau, egy másik Auschwitzból megszökött fogoly, és júniusban kezdték terjeszteni külön. A három jelentés Washingtonba, a Franklin D. Roosevelt amerikai elnök által felállított Háborús Menekültek Hivatalához jutott. Ez a sajtó rendelkezésére bocsátotta őket november 18-án gépelt szövegben, majd november 26-án kiadta egy 30 oldalas könyv alakjában. A jelentések öt szerzője nincs megnevezve, mivel még a németek által elfoglalt területen tartózkodtak, és megvolt az elfogásuk kockázata, mint ahogy ez meg is történt Mordowiczcsal, és a jelentések nem megírásuk időrendjében vannak elhelyezve a két dokumentumban, hanem az érintett közösségek és a Szövetségesek szerinti fontosságuk sorrendjében.
A Mordowicz–Rosin-jelentés a két dokumentum Report No. 1 The Extermination Camps of Auschwitz (Oswiecim) and Birkenau in Upper Silesia (1. sz. jelentés Az auschwitzi és birkenaui német megsemmisítő táborok Felső Sziléziában) című első részének harmadik fejezetét képezi: 28–33. o. a gépelt szövegben, 19–21. o. a könyvben. Ez a fejezet kiegészíti a Vrba–Wetzler-jelentést az április 7-e és május 27-ke közötti időszakról szóló információkkal. Szó van benne arról, hogy több elfoglalt országból hoztak foglyokat, és 1944. május 10-étől kezdve egyre több magyarországi zsidót. Szerzői jelentése megerősíti a zsidók népirtás jellegű megsemmisítését, arról számolva be, hogy május 15-étől a 27-i megszökésükig naponta 14–15 000 került a táborba, akik 90%-át azonnal elgázosították. Beszámolnak nőkön folytatott kísérletekről is.